# پسرک، موش‌کور، روباه و اسب
پسرک و موش‌کور و روباه و اسب (به انگلیسی: The Boy, the Mole, the Fox and the Horse) یک کتاب مصور نوشته چارلی مکسی است که در سال ۲۰۱۹ منتشر شد. این اثر، داستان دوستی چهار شخصیت یادشده در عنوان کتاب را روایت می‌کند.

## بازخورد
روزنامه‌نگار روزنامه هندو در مطلبی به بررسی پسرک، موش‌کور، روباه و اسب پرداخت. جیمز لاوگرو، که در فایننشال تایمز می‌نویسد، این کتاب را در فهرست بهترین کتاب‌های مصور ۲۰۱۹ خود قرار داده‌است.
این کتاب توانست در فهرست نهایی جوایز کتاب بریتانیا ۲۰۲۰ در دسته کتاب‌های سبک زندگی غیرداستانی سال قرار بگیرد. 
همچنین این اثر، کتاب سال بارنز اند نوبل و برنده کتاب سال واترستونز در سال ۲۰۱۹ شد.
پسرک، موش‌کور، روباه و اسب یکی از کتاب‌های پرفروش محسوب می‌شود.

## اقتباس پویانمایی
در اکتبر ۲۰۲۲، اعلام شد که این کتاب به‌عنوان یک فیلم کوتاه انیمیشن به کارگردانی پیتر بینتون و مکسی، داستانی با اقتباس جان کروکر و مکسی، تهیه‌کننده مشترک کارا اسپلر، جی.جی. آبرامز و هانا مینگلا و وودی هارلسون از تهیه‌کنندگان اجرایی هستند، جود کوارد نیکول صداپیشگی پسرک، تام هلندر در نقش موش‌کور، ادریس البا در نقش روباه و گابریل برن در نقش اسب. ایزوبل والر-بریج موسیقی متن فیلم کوتاه را ساخته‌است. این فیلم کوتاه از بی‌بی‌سی وان پخش شد و در آی‌پلیر در ۲۴ دسامبر ۲۰۲۲ پخش شد، و اولین‌بار در اپل تی‌وی پلاس به‌عنوان یک فیلم اصلی اپل در ۲۵ دسامبر ۲۰۲۲ در خارج از بریتانیا پخش شد.